# Air Toronto
Air Toronto (ursprünglich Commuter Express) war eine kanadische Fluggesellschaft mit Sitz in Mississauga und Basis auf dem Flughafen Toronto-Pearson, die im November 1991 mit Ontario Express fusioniert wurde.

## Geschichte
Das Unternehmen entstand am 17. Dezember 1984 als nicht selbständige Firmensparte der 1973 gegründeten kanadischen Frachtfluggesellschaft Soundair, über welche diese Passagierflüge anbieten wollte. Der Passagierflugbetrieb begann im Folgejahr auf der Strecke von Toronto-Pearson nach Columbus (USA) mit Maschinen des Typs Fairchild Swearingen Metro und wurden im Außenauftritt unter dem Namen Commuter Express durchgeführt. Nachdem Soundair im Jahr 1988 einen Kooperationsvertrag mit Air Canada abschließen konnte, erfolgte die Linienflüge unter dem geänderten Markennamen Air Toronto. Im selben Jahr erwarb Soundair als kanadischer Erstkunde für ihre Passagiersparte zunächst fünf Maschinen des Typs BAe Jetstream 31, die ab Januar 1989 ausgeliefert wurden.
Im April 1990 meldete die Soundair-Unternehmensgruppe, zu der auch die Charterfluggesellschaft Odyssey International gehörte, Insolvenz an. Die profitable Sparte Air Toronto konnte aus der Insolvenzmasse herausgelöst und in eine selbständige Gesellschaft umgewandelt werden. Im Folgejahr strebten sowohl Air Canada als auch die Regionalfluglinie Ontario Express, die in Besitz der Canadian Airlines International war, eine Übernahme der Gesellschaft an. Nachdem Ontario Express den Bieterstreit für sich entscheiden konnte, wurde Air Toronto im November 1991 mit dieser zusammengeschlossen.

## Flugziele
Air Toronto flog vom Flughafen Toronto-Pearson aus die US-amerikanischen Städte Allentown, Harrisburg, Columbus, Dayton, Grand Rapids, Kalamazoo, Indianapolis und Louisville an.

## Flotte
- BAe Jetstream 31
- Convair 580
- Fairchild Swearingen Metro

Im Februar 1991 bestand die Flotte aus neun BAe Jetstream 31 und einer Fairchild Swearingen Metro.